# Procureur-syndic
Il syndic, procureur-syndic o procureur général syndic era un magistrato apparso durante la Rivoluzione francese. Egli impersona il potere esecutivo a livello di un dipartimento o un distretto e la responsabilità di agire nell'interesse del distretto o dipartimento, di concerto con il Direttorio locale o Consiglio esecutivo. In seno al Consiglio comunale, di solito è lo stesso sindaco che assume questo ruolo.
La legge del 22 dicembre 1789 - 8 gennaio 1790 istituisce, nella sua seconda sezione, articoli dal 14 al 18, un procureur général syndic di Dipartimento e dei procureur syndic del distretto. Essi sono eletti per quattro anni e non sono immediatamente rieleggibili, dovendo attendere almeno quattro anni prima che si possano ripresentare.
Senza potere reale, partecipano alle riunioni generali dei dipartimenti governativi e dei distretti, durante le quali possono avere solo funzioni consultive.
Il 4 dicembre 1793, la Convenzione nazionale sostituisce i "procuratori" dipartimentali e i "procuratori-sindaci" distrettuali con degli Agenti nazionali. Nel 1795, la Costituzione dell'anno III espressione della reazione termidoriana ha poi creato dei commissari, emanazione del potere esecutivo, per occupare le loro funzioni.

## Ancien Régime
Durante l'Ancien Régime vi era una figura simile, nominata e non eletta. Si trattava solitamente di un nobile o notabile con l'incarico di rappresentare e amministrare i villaggi rurali e di difendere i loro interessi in un territorio circoscritto ad una parrocchia o una comunità rurale.
I documenti amministrativi del XVIII secolo sono pieni di lamentele che fanno emergere l'imperizia, l'inerzia e l'ignoranza degli esattori e dei "syndic de paroisse"  (sindaci di parrocchia).